# Yukarıkepirce, Arsuz
Yukarıkepirce là một xã thuộc huyện Arsuz, tỉnh Hatay, Thổ Nhĩ Kỳ. Dân số thời điểm năm 2011 là 960 người.